# クルディスタン民主党
クルディスタン民主党（クルディスタンみんしゅとう、پارتی دیموکراتی کوردستان, Partî Dîmokratî Kurdistan、英語略称：KDP）は、イラク北部で活動するクルド人の政党。フセイン政権時代のクルド人反体制組織として、クルディスタン愛国同盟と並ぶ二大勢力の一つであった。クルド民主党と表示することもある。メンバーは推定1万5千人。
マハバード共和国の防衛大臣で軍の司令官でもあったムスタファ・バルザーニーが、1946年民族独立を目指してイランで設立した。
7月14日革命後のアブドルカリーム・カーシム政権下でイラク共産党と同盟を結ぶ。1970年にクルド人自治区の成立を担い、1973年から1974年までは国民進歩戦線に参加し、バアス党との蜜月時代であった。のちにイラク戦争まで副大統領を務めたターハー・ムヒーウッディーン・マアルーフなどを輩出している。
1975年に幹部のジャラール・タラバーニーがクルディスタン愛国同盟を設立してからは内部闘争に突入したが、対イラク独立では共通の目的を持っていたため、1987年からは共同歩調をとり、1992年に「クルド民族議会」を選出するまでに至ったこともある。しかし、1994年以降は路線やトルコ貿易など資金源を巡って、しばしば対立した。イランの支援を受けていたクルディスタン愛国同盟に対して、クルディスタン民主党のイラン支部はそれに対抗して宿敵であったはずのフセイン政権と手を結んだ。そののち米国の仲介により両勢力は停戦と政治的対話の継続に合意し、2005年の選挙ではクルディスタン愛国同盟と統一会派を組んでいる。
現在の党首はムスタファの息子（四男）であるマスウード・バルザーニー。イラン・イラク戦争の時期に兄（三男）イドリースとともにKDPの幹部となり、党を維持してきた。同じクルド人勢力であるトルコのクルディスタン労働者党（PKK）とは仲が悪く、クルド民主党はトルコ政府と手を結んでいる。ただし、バルザーニーは現在進行しているトルコ軍とPKKの紛争では、イラク国内で活動するPKKを庇護する姿勢を強く打ち出している。

## 参照
1. ↑  Aziz, M.A. (2011). The Kurds of Iraq: Ethnonationalism and National Identity in Iraqi Kurdistan. I. B. Tauris. p. 219. ISBN 978-1-84885-546-5 2015年1月1日閲覧。
2. ↑  Entessar, N. (2010). Kurdish Politics in the Middle East. Lexington Books. p. 24. ISBN 978-0-7391-4039-0 2015年1月1日閲覧。
3. ↑  “Iraq: Kurds Renew Demands for Self-Determination | Middle East Policy Council”.   mepc.org. 2015年1月1日閲覧。
4. ↑  http://www.unifr.ch/federalismnetwork/assets/files/Best Papers 2013/Vezbergaite Ieva_Lithuania.pdf
5. ↑  Bidwell, Robin Leonard (2012). Dictionary of Modern Arab History. Routledge. p. 240. ISBN 978-1-13616-291-6
6. ↑  Includes six seats from the KDP-led Kurdistan Alliance in the Nineveh Governorate
7. ↑  Part of the Kurdistan List
8. ↑  McDowell, David (2005). A Modern History of the Kurds (3. revised and upd. ed., repr. ed.). London [u.a.]: Tauris. pp. 241–243. ISBN 978-1-85043-416-0.
9. ↑  McDowell, David (2005). A Modern History of the Kurds (3. revised and upd. ed., repr. ed.). London [u.a.]: Tauris. p. 304. ISBN 978-1-85043-416-0.
10. ↑  Mahboob Alam. Iraqi Foreign Policy Since Revolution Second Ed. 1995. New Delhi: Mittal Publications. pp. 25-26.